# Carlos Cano
Carlos Cano (* 28. Januar 1946 in Granada; † 19. Dezember 2000 ebenda), eigentlich José Carlos Cano Fernández, war ein spanischer Sänger, Komponist und Liedertexter („Cantautor“), der sich vor allem der andalusischen Copla verschrieben hatte.

## Leben
Carlos Cano wurde in einer granadischen Familie geboren, die vom Spanischen Bürgerkrieg geprägt war. Sein Großvater war 1939 am Ende des Bürgerkriegs erschossen worden. Seine Verwurzelung in Andalusien prägte sein Leben und Werk. Wie viele Jugendliche in dem armen Landstrich Südspaniens wanderte er für einige Zeit in die reichen Industriestaaten Mitteleuropas aus, arbeitete in der Schweiz, in Deutschland, war einige Zeit in Paris und machte Erfahrungen, die er auch in seinen Liedern verarbeitete.
Cano fing an zu dichten und lernte Gitarre. Angeregt durch andere Sänger wie den Katalanen Lluís Llach begann er 1969 an der Universität, seine Musik auf der Gitarre zu spielen und zu singen. Seine Lieder waren zunächst überwiegend politisch, zu Zeiten Francos galt Carlos Cano als persona non grata. Sein verdiblanca – grün-weiß-grün ist die Flagge Andalusiens – gilt als inoffizielle Hymne des Landes.
In den 1980er Jahren sang Cano mit seiner unverwechselbaren, warmen, sonoren Stimme viele Lieder von Liebe, Liebesleid und seiner Liebe zu Andalusien, ergriff aber auch Partei für Benachteiligte, wie in Mi amiga Rigoberta für die Indígenas in Mittelamerika, sang über die Opfer von Srebrenica, die „madres locas“, jene Mütter, deren Kinder in Argentinien unter der Militärdiktatur verschwanden und die jeden Donnerstag vor der Casa Rosada, dem pinkfarben gestrichenen Amtssitz des Präsidenten an der „Plaza de Mayo“ in Buenos Aires, mit weißen Kopftüchern stumm demonstrierten.
1995 erlitt der Sänger einen Aortariss und wurde in New York in der Klinik Mount Sinai operiert. Er kehrte mit neuen Ideen nach Spanien zurück (Nací en Nueva York). Im Herbst 2000 streckte ihn ein neues Aneurysma nieder. Drei Wochen lag er im Krankenhaus von Granada, wo er am 19. Dezember an einem weiteren Aortariss starb. 20 000 Menschen zogen an seinem im Rathaus aufgebahrten Leichnam vorüber.
Cano war verheiratet und hatte zwei Töchter sowie einen Sohn aus einer neuen Partnerschaft in den letzten Jahren seines Lebens.

## Musik
Entgegen manchen Einordnungen war Carlos Cano kein Flamencosänger, sondern widmete sich vor allem dem traditionellen Lied seiner Heimat, der andalusischen Copla. Er sang traditionelle Coplas und komponierte vor allem moderne Coplas, in die Tango, Samba, Habanera, Fado, Fandango, Bolero und andere Stilrichtungen einflossen, und auch Karnevalslieder. Immer wieder besang er die Städte Andalusiens. Die Hafenstadt Cádiz, die er besonders liebte, erklärte den Sänger posthum zum Ehrenbürger. Zu seinen bekanntesten Liedern gehören Maria la Portuguesa (gewidmet der portugiesischen Fado-Sängerin Amália Rodrigues), Luna de Abril, Habaneras de Cádiz, Que desespero, Tango de las madres locas. Zu seinen letzten Kompositionen zählt die maurisch geprägte Vertonung des "El Diván del Tamarit" des spanischen Poeten und Dramatikers Federico García Lorca, die er 1998 in dem Doppelalbum "Casidas y Gacelas" veröffentlichte. Er sang mit vielen berühmten spanischen Sängern, unter anderem mit Marina Rossell und María Dolores Pradera, die ihm nach seinem Tod eine CD A Carlos Cano widmete.

## Diskografie
| Jahr | Titel                                        | Höchstplatzierung, Gesamtwochen, AuszeichnungChartsChartplatzierungen (Jahr, Titel, Platzierungen, Wochen, Auszeichnungen, Anmerkungen) | Anmerkungen |
| Jahr | Titel                                        | ES | Anmerkungen |
| ---- | -------------------------------------------- | --- | ----------- |
| 2006 | Lo mejor de Carlos Cano                      | ES87 (1 Wo.)ES |             |
| 2006 | Una vida de copla                            | ES15 (10 Wo.)ES | mit DVD     |
| 2006 | Grandes éxitos                               | ES94 (1 Wo.)ES |             |
| 2010 | Antología                                    | ES33 (7 Wo.)ES |             |
| 2012 | Última gira - Granada, Nueva York, La Habana | ES36 (12 Wo.)ES |             |
| 2020 | Viva Carlos Cano                             | ES19 (9 Wo.)ES |             |

Weitere Alben
- A duras penas (1975)
- A la luz de los cantares (1976)
- Crónicas granadinas (1978)
- De la luna y el sol (1980)
- El gallo de Morón (1981)
- Si estuvieran abiertas todas las puertas (1983)
- Cuaderno de coplas (1985)
- A través del olvido (1986)
- Quédate con la copla (1987)
- Luna de Abril (1988)
- Ritmo de vida (1989)
- En directo (1990)
- Mestizo (1992)
- Forma de ser (1994)
- Algo especial (1995)
- Chiclanera y otros grandes éxitos (1996)
- El color de la vida (1996)
- Grandes canciones (1997)
- El Diván de Tamarit, Casidas y Gacelas (1998)
- La copla, memoria sentimental (1999)
- Carlos Cano en directo (1999)
- De lo perdido y otras coplas (2000)
- Que naveguen los sueños (2001)